# Centrorhynchus hagiangensis
Centrorhynchus hagiangensis är en hakmaskart som först beskrevs av Petrochenko och Fan 1969.  Centrorhynchus hagiangensis ingår i släktet Centrorhynchus och familjen Centrorhynchidae. Inga underarter finns listade i Catalogue of Life.